# Dresden (Tennessee)
Dresden – miasto w Stanach Zjednoczonych, w stanie Tennessee, siedziba administracyjna hrabstwa Weakley.